# Coelichneumon serenus
Coelichneumon serenus är en stekelart som först beskrevs av Johann Ludwig Christian Gravenhorst 1820.  Coelichneumon serenus ingår i släktet Coelichneumon och familjen brokparasitsteklar. Inga underarter finns listade i Catalogue of Life.